# Kong Yaqi
Kong Yaqi, född 24 januari 2008, är en kinesisk simmare.

## Karriär
Kong Yaqi ingick det kinesiska lagkappslaget 4x200 meter frisim som kvalificerade sig till finalen och sedan tog brons vid OS 2024.